# Les Montagnes hallucinées
Les Montagnes hallucinées (titre original : At the Mountains of Madness), est un roman court de science-fiction de l'écrivain américain H. P. Lovecraft, initialement publié dans les numéros de février, mars et avril 1936 du magazine Astounding Stories.
Rédigé par Lovecraft en février et mars 1931, ce roman a connu de nombreuses rééditions depuis la mort de l'auteur. Écrit à la première personne par le personnage narrateur de William Dyer, professeur et géologue de la prestigieuse Université de Miskatonic, le récit relate de terrifiants secrets relatifs à une expédition scientifique en Antarctique, dans l’espoir de dissuader l'envoi d’une prochaine équipe qui se risquerait à une mort certaine. Les Montagnes hallucinées est considéré par le spécialiste de Lovecraft S. T. Joshi comme un tournant majeur dans la « démythification » du mythe de Cthulhu, qu'il préfère appeler « mythe de Lovecraft ».

## Résumé
1930. L’université Miskatonic du Massachusetts, avec le financement de la fondation Nathaniel Derby Pickman, organise une expédition pour atteindre le cercle polaire antarctique. Quatre professeurs spécialisés dans divers domaines (biologie, physique, météorologie...), leurs assistants – seize étudiants diplômés et habiles mécaniciens – et cinquante-cinq chiens composent l'équipe qui embarque avec du matériel de forage et des avions à bord de deux baleiniers. L'expédition Miskatonic quitte Boston le 2 septembre, passe par le canal de Panama, s'arrête a Samoa puis à Hobart, en Tasmanie. Le 25 octobre, les hommes atteignent la chaîne de l'Amirauté puis établissent leur base aux pentes du volcan Erebus.

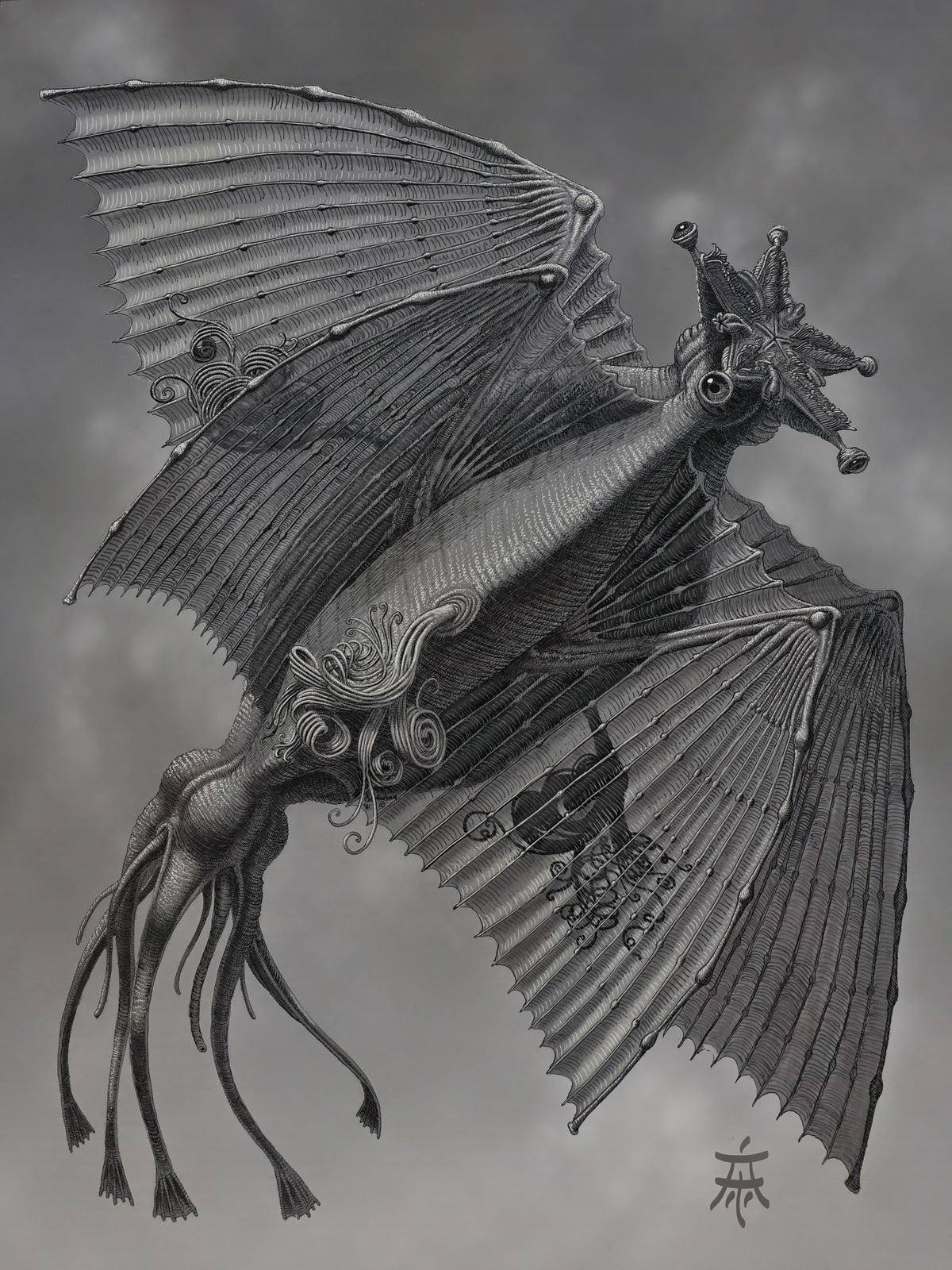
Un Ancien,
illustration de Tom Ardans.

En janvier 1931, après la découverte de spécimens géologiques inconnus, le professeur Lake décide d'explorer les terres au nord-ouest pour effectuer de nouveaux forages et minages. L'équipe découvre une nouvelle chaîne de montagnes, aussi vaste que l’Himalaya. Les plus hauts sommets présentent des formations étranges en forme de cubes et des entrées de cavernes. Lake et ses hommes établissent le camp avancé sur un plateau et commencent les premiers forages. Après avoir creusé dans les profondeurs d’une grotte souterraine, le groupe trouve les restes de créatures mi-végétales, mi-animales, complètement inconnues de la science. Six des spécimens semblent en très mauvais état, huit autres étant étonnamment préservés. La grande ancienneté de la strate géologique dans laquelle ces « fossiles » ont été trouvés pose problème du fait de leur stade d’évolution particulièrement avancé. En raison de leur ressemblance avec les créatures mythiques du Necronomicon d'Abdul al-Hazred, les créatures sont nommées « les Anciens ». Le Professeur Lake se prépare à une autopsie malgré une violente tempête.
Le camp principal perd contact avec le groupe de Lake. Le professeur Dyer décide de monter une expédition de secours, avec les hommes restants, sur ces mystérieux contreforts enneigés. Ils trouvent le camp dévasté et les hommes déchiquetés ; à l'exception d’un homme et d’un chien mystérieusement disparus. Près du camp, ils trouvent six monticules de neige en forme d’étoiles, chacun contenant l’une des créatures. Les scientifiques soupçonnent Gedney, le disparu, d'avoir eu un accès de démence au point de massacrer ses collègues et de s'être enfui avec le dernier chien et un traineau.

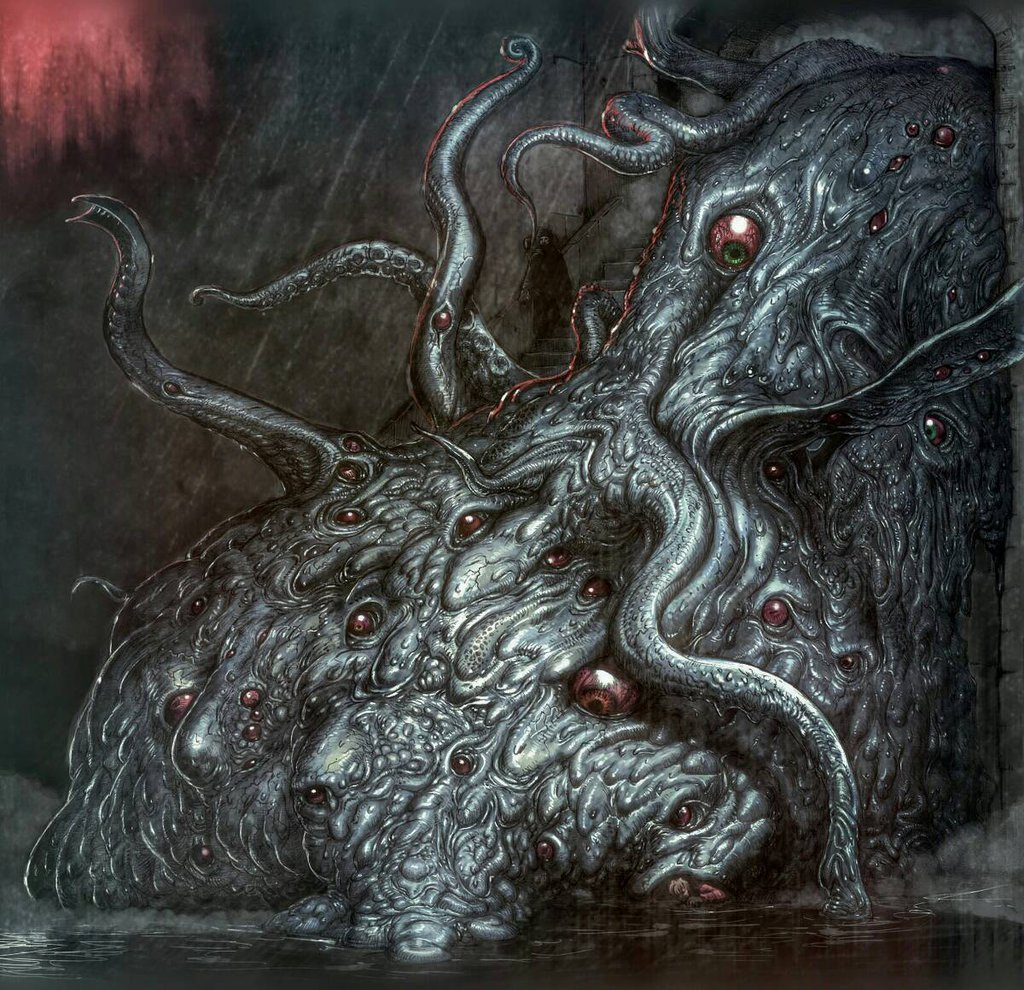
Un Shoggoth,
illustration de Nottsuo.

Dyer et un étudiant, Danforth, décident alors d'explorer les montagnes à bord de l'un des avions. Ils découvrent une immense cité de pierre abandonnée, composée de cubes et de cônes selon une architecture qui n’a rien d’humaine. En explorant l’un de ces cônes, Dyer parvint à retracer l’histoire des Anciens en interprétant leurs fantastiques gravures murales hiéroglyphiques : les Anciens vinrent sur Terre pour la première fois peu après sa séparation avec la Lune, et y introduisirent la vie. Ils bâtirent leurs cités avec l’aide des « Shoggoths », des êtres créés pour accomplir n’importe quelle tâche, prendre n’importe quelle forme et refléter n’importe quelle pensée. Danforth et Dyer réalisent que les huit Anciens trouvés dans la grotte par Lake étaient encore vivants. Les deux hommes trouvent le traineau avec à bord les corps de Gedney et du chien, de toute évidence gardés comme spécimens pour des expérimentations abominables.
Danforth et Dyer finissent par trouver des traces de la mort des Anciens, juste avant de devoir s’enfuir vers leur avion, pourchassés par une horreur hululante qu’ils identifient comme l'un des Shoggoths. 
Le professeur Dyer termine son mémoire en suppliant l'expédition Starkweather-Moore de renoncer à son projet de s'embarquer à destination des montagnes hallucinées, de peur de choses anciennes qui ne devraient pas être relâchées sur cette Terre.

## Inspirations et interprétation

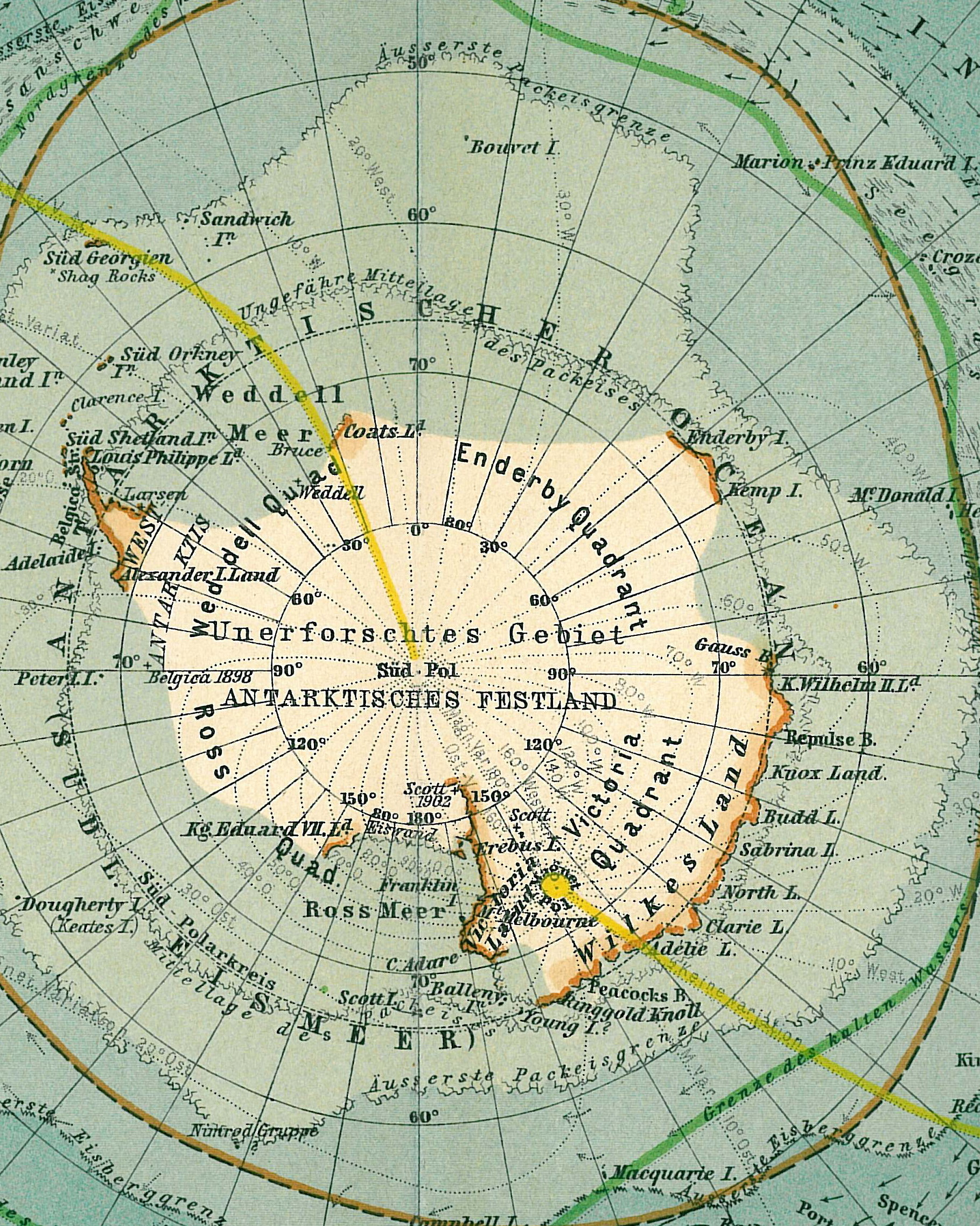
Justus Perthes (1749-1816), carte du cercle polaire antarctique, 1906

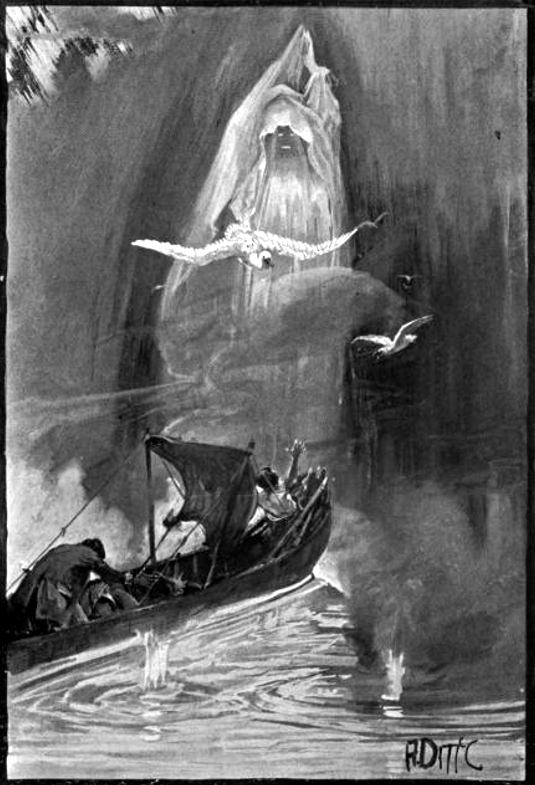
Les Aventures d'Arthur Gordon Pym, roman d'Edgar Allan Poe publié en 1838.
Gravure de David Reed McCormick, 1898.

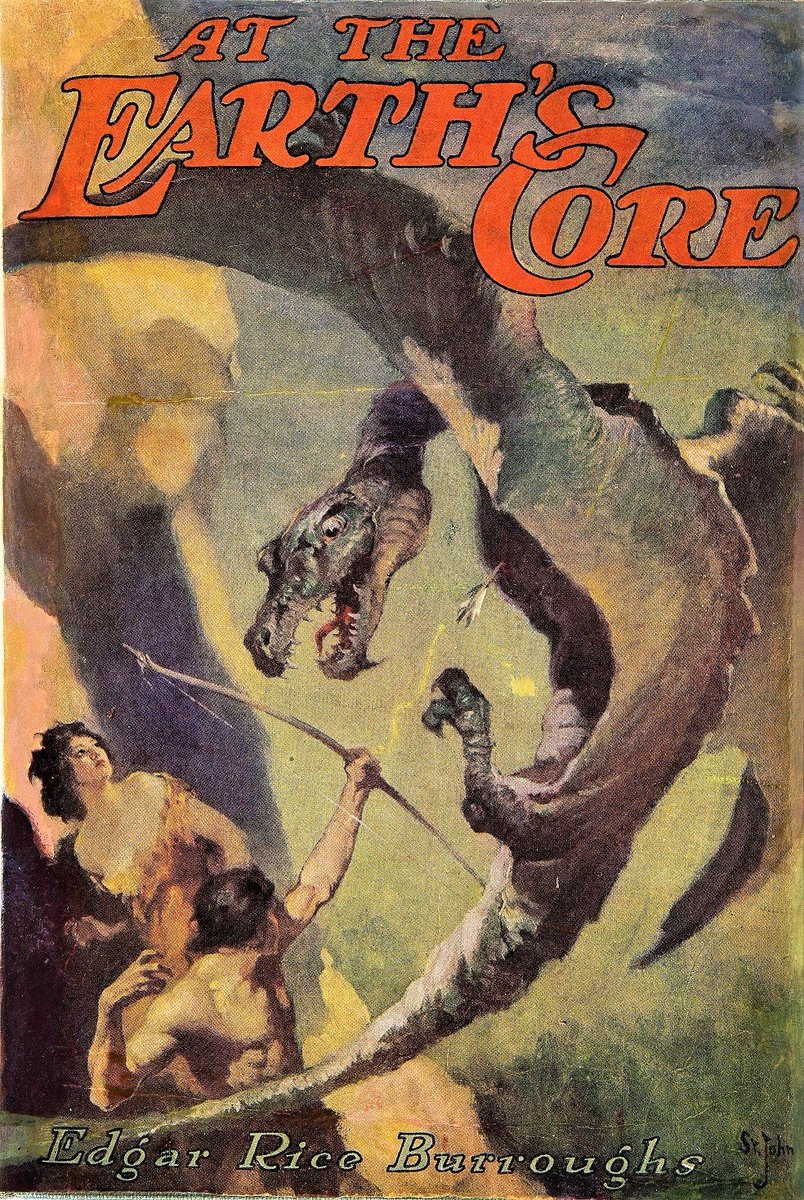
Au cœur de la Terre, roman d'Edgar Rice Burroughs publié en 1914.
Couverture illustrée par J. Allen St. John, 1922.

Durant toute sa vie, Lovecraft montre un intérêt certain pour l’exploration de l’Antarctique. Selon son biographe S. T. Joshi, « Lovecraft est fasciné par le continent Antarctique au moins depuis l’âge de 12 ans, lorsqu’il écrit plusieurs petits traités sur les premiers explorateurs de l’Antarctique. » À environ 9 ans, inspiré par le livre de William Clark Russell (en) The Frozen Pirate (1877), Lovecraft a écrit « plusieurs histoires » situées en Antarctique.
Dans les années 1920, remarque Joshi, l’Antarctique est « l’une des dernières régions inexplorées sur Terre, comportant d’immenses étendues que le pied de l’Homme n'avait jamais foulées. Les cartes d’époque du continent montraient un grand nombre de blancs provocateurs, et Lovecraft pouvait faire travailler son imagination en les remplissant… sans trop se soucier d’être contredit dans l’immédiat. »
La première expédition de Richard Byrd a lieu en 1928-1930, juste avant l’écriture de la nouvelle, et Lovecraft mentionne plusieurs fois l’explorateur dans ses lettres, remarquant notamment que « les géologues de l’expédition Byrd ont trouvé de nombreux fossiles indiquant un passé tropical ».
Lin Carter, auteur américain de science-fiction, suggère que l’une des inspirations des Montagnes hallucinées est la propre hypersensibilité de Lovecraft au froid, comme le prouve un incident durant lequel l’écrivain « perdit connaissance dans la rue et fut transporté inconscient dans une pharmacie » parce que la température avait chuté brutalement de 15 °C à −1 °C (de 60 degrés Fahrenheit à 30 degrés Fahrenheit). « La répugnance et l’horreur qu’évoquaient pour lui le froid furent retranscrits dans ce qu’il écrivait », écrit Carter, « et les pages des Montagnes hallucinées transmettent la sensation suffocante d’anéantissement et de destruction provoquée par les températures sous zéro d’une façon si évocatrice que même Poe ne réussit pas à l'égaler. »
La source d’inspiration la plus évidente de Lovecraft pour Les Montagnes hallucinées est l’unique roman d’Edgar Allan Poe, Les Aventures d'Arthur Gordon Pym, dont la fin se situe en Antarctique. Lovecraft fait deux fois référence à l’histoire « dérangeante et énigmatique » de Poe dans son texte, et emprunte directement la mystérieuse phrase « Tekeli-li » à l’œuvre de Poe. Dans une lettre adressée à August Derleth, Lovecraft écrit qu’il tente de rechercher à la fin de sa nouvelle un effet similaire à celui atteint par Poe dans Arthur Gordon Pym.
Une autre source d’inspiration supposée pour Les Montagnes hallucinées est le roman d’Edgar Rice Burroughs : Au cœur de la Terre (At the Earth’s Core) (1914), bâti sur le postulat que la Terre est creuse et que son centre est habité par une race de reptiles extrêmement intelligents, les Mahars. « Si l’on examine les ressemblances entre les Mahars de Burroughs et les Anciens de Lovecraft, on s’aperçoit que les deux races sont présentées de façon plutôt favorable, malgré les souffrances qu’ils infligent aux Humains », écrit le critique littéraire William Fulwiler. « Toutes deux sont ailées, ont les pieds palmés, et sont des races dominantes ; toutes deux sont des races scientifiques érudites aux connaissances avancées en matière de génétique, d’ingénierie et d’architecture ; enfin toutes deux utilisent les Humains comme du bétail. » Les deux histoires, note Fulwiler, décrivent de nouvelles techniques de pointe en matière de forage ; dans les deux histoires des scientifiques non-humains pratiquent la vivisection sur les Humains. Les Mahars de Burroughs emploient même une espèce de serviteurs connue sous le nom de Sagoths, qui ont probablement servi de modèle à Lovecraft pour ses Shoggoths.
D’autres sources d’inspiration possibles comprennent Les Êtres de l’abîme (The People of the Pit) d'Abraham Merritt dont la description d’une cité souterraine dans le Yukon partage quelques ressemblances avec celle des Choses Très Anciennes de Lovecraft, et Un Million d’années après (A Million Years After) de Katharine Metcalf Roof, une histoire de dinosaures éclosant d’œufs vieux d’un million d’années, publiée dans le numéro de novembre 1930 du magazine Weird Tales. Dans une lettre à Frank Belknap Long, Lovecraft décrivait cette histoire comme une version « pourrie », « de peu de valeur » et « puérile » d’une idée qu’il avait eue des années auparavant, et Joshi suggère que cela aurait pu l’inciter à écrire sa propre histoire de « réveil d’entités surgies des confins de l’Histoire de la Terre ».
Le long passage historique de la nouvelle a peut-être été inspiré par Le Déclin de l’Occident (The Decline of the West) d’Oswald Spengler. Quelques détails de l’histoire pourraient être tirés du roman de l’exploration de l’Arctique de Matthew Phipps Shiel écrit en 1901 et réédité en 1930, Le Nuage Pourpre (The Purple Cloud).
Une autre des nouvelles de Lovecraft, La Cité sans nom (The Nameless City) (1921), qui met en scène l’exploration d’une ancienne cité souterraine apparemment abandonnée par ses constructeurs non-humains, est un précurseur certain des Montagnes hallucinées. Dans les deux histoires, des explorateurs reconstruisent l’histoire des espèces non-humaines à partir de leurs œuvres d’art.

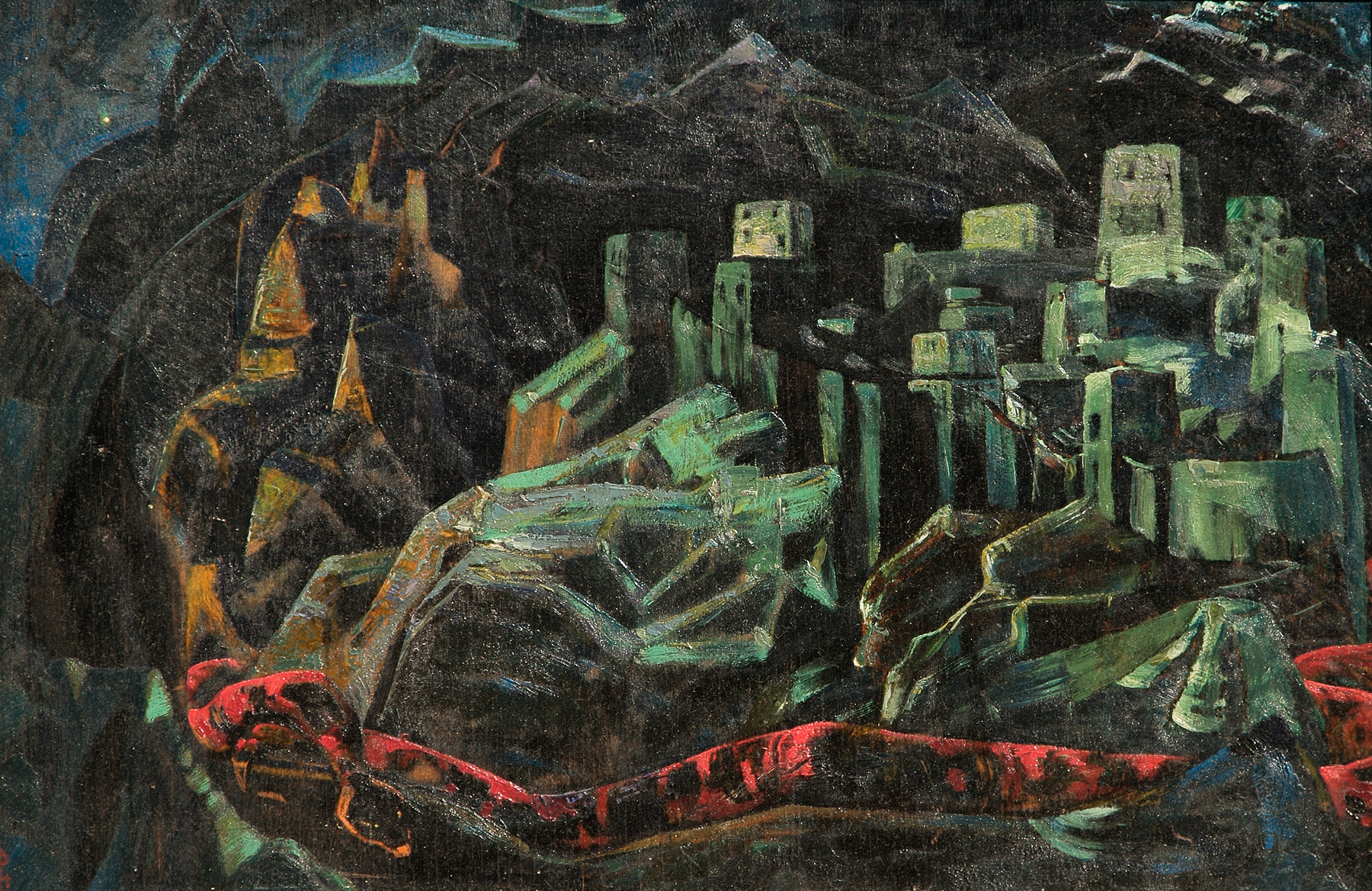
The Doomed City, toile de Nicolas Roerich, 1914.

Mentionnée dans Les Montagnes hallucinées, l'œuvre du peintre russe Nicolas Roerich constitue l'une des sources d'inspiration de Lovecraft. Ce dernier a pu admirer des tableaux dépeignant les cimes de l'Himalaya à l'occasion de l'ouverture du musée new-yorkais consacré à l'artiste slave, mystique épris d'archéologie et d'excursions. Le critique littéraire Gilles Menegaldo souligne que l'écrivain de Providence évoque encore, juste avant son décès en mars 1937, le « good old Nick Roerich » dont le « traitement de la perspective et de l'atmosphère (…) suggère d'autres dimensions et d'autres ordres d'existence (…). Ces fantastiques pierres taillées dans des solitudes désertiques — ces sommets déchiquetés et sinistres qui semblent doués de conscience — et, par-dessus tout, ces curieux édifices cubiques qui s'agrippent aux pentes abruptes et se redressent vers des aiguilles rocheuses interdites. »

## Publication
La nouvelle Les Montagnes hallucinées fut refusée par Farnsworth Wright, éditeur de Weird Tales, en raison de sa longueur. Le récit fut finalement publié quatre ans plus tard dans le magazine Astounding Stories.
D’après S. T. Joshi, qui fit de cette nouvelle l’histoire centrale de son premier volume de la série Annotated Lovecraft, les Montagnes hallucinées révèle la véritable vision de Lovecraft sur son œuvre et démythifie la majeure partie de ses travaux précédents. Dès lors, on pourrait qualifier d'impropre l'expression Mythe de Cthulhu - qui n'est pas de Lovecraft et a été employée après sa mort pour désigner la majeure partie de son œuvre.  
Beaucoup d’histoires de Lovecraft incluent des éléments qui appartiennent au surnaturel, comme les monstres et l’occultisme. Cependant, Les Montagnes hallucinées semble expliquer les origines de tels éléments, depuis les symboles occultes jusqu’aux « dieux » tels que Cthulhu, en termes rationnels. Les Montagnes hallucinées apporte de nombreuses explications au « Mythe de Cthulhu » en termes d’anciennes civilisations extraterrestres qui s’implantèrent sur Terre longtemps avant l’apparition des Humains.
L’histoire a aussi popularisé le concept d’anciens astronautes venus sur Terre pour y apporter la vie, ainsi que celui de la place de l’Antarctique dans cette mythologie.

## Personnages
- William Dyer (1875 env. - ? ) : Narrateur du récit, Dyer est professeur de géologie à l’université Miskatonic d’Arkham et un des leaders de la désastreuse expédition Pabodie en Antarctique en 1930-1931. Il réapparaît dans la nouvelle Dans l’abîme du temps (The Shadow Out of Time), où il accompagne une expédition vers le Grand Désert de Sable d’Australie. Au cours de cette expédition, il sera « stupéfait de l’âge sans nombre des fragments » découverts, témoins de la présence  sur les lieux d’une antique civilisation. Dans Les Montagnes hallucinées, il n’est jamais fait mention de son prénom et il n’est appelé « William Dyer » que dans L’abîme du Temps.
- Danforth : Étudiant diplômé de l’université Miskatonic d’Arkham. Membre de l’expédition Pabodie, il accompagne Dyer lors d’un vol de reconnaissance au-dessus du «plateau de Leng» et devient fou après avoir aperçu quelque chose d’horrible. Il est décrit comme « un grand lecteur d’écrits étranges » et fait de fréquentes allusions à Edgar Allan Poe et au Necronomicon. D’après le récit de Fritz Leiber, Vers Arkham et les Etoiles (To Arkham and the Stars), il recouvre la raison après un traitement expérimental à base de drogues développé par le professeur Morgan, mais ne garde aucun souvenir de l’horreur qu’il vit sur le plateau. Après quoi, il devient professeur de psychologie à l’université.
- Frank H. Pabodie : Membre du département d’ingénierie de l’université Miskatonic, le professeur Pabodie invente pour l’expédition une foreuse expérimentale « unique en son genre : légère, portable et capable de s’adapter rapidement à des strates de dureté différente ». Il ajoute aussi des mécanismes de chauffage de l’essence et de démarrage rapide aux quatre avions de l’expédition. Lovecraft écrivit, à propos du nom « Pabodie » : « Je l’ai choisi en raison de son caractère typique de la Nouvelle Angleterre, mais pas suffisamment commun pour avoir des consonances banales ou éculées. » C’est une variante de « Peabody », un nom familier à Lovecraft en raison du musée Peabody de Salem[17].
- Le Professeur Lake : Lake est professeur de biologie à l’université Miskatonic. C’est lui qui découvre en premier les Montagnes hallucinées en raison de son « étrange et bizarre insistance à vouloir s’aventurer à l’Ouest – ou plus exactement au Nord-Ouest », basée sur ses découvertes de fossiles étranges. Il découvre également les anciens spécimens extraterrestres qu’il nomme « Choses Très Anciennes » en raison de leur ressemblance avec « certains monstres d’un mythe ancien » décrits dans le Necronomicon. Il note que ses découvertes en Antarctique confirment ses théories selon lesquelles « la Terre a vu éclore des cycles entiers de vie organique avant de connaître celui qui commença avec les cellules de l’ère Archézoïque» et prédit que cette découverte « aura le même retentissement sur la biologie que les découvertes d’Einstein en eurent sur les mathématiques et la physique. » Les Choses Très Anciennes s’avérèrent finalement être des créatures vivantes et non des fossiles, et massacrèrent Lake et le reste de son groupe.
- Le Professeur Atwood : Membre du département de physique de l’université Miskatonic et météorologue. Il fait partie du groupe de reconnaissance du professeur Lake et se fait massacrer lui aussi par les Choses Très Anciennes.

## Intertextualité

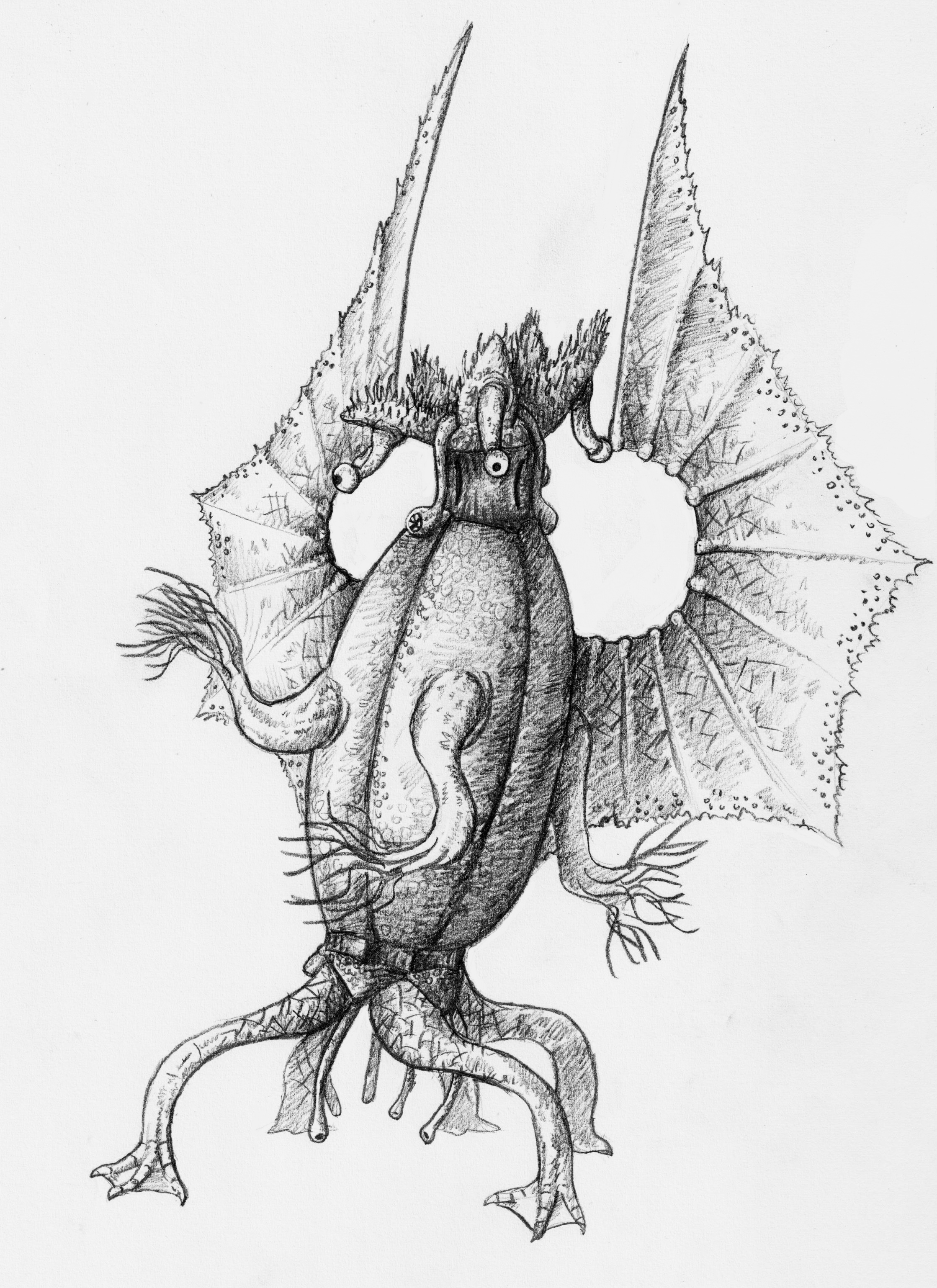
Représentation artistique d'un Ancien.

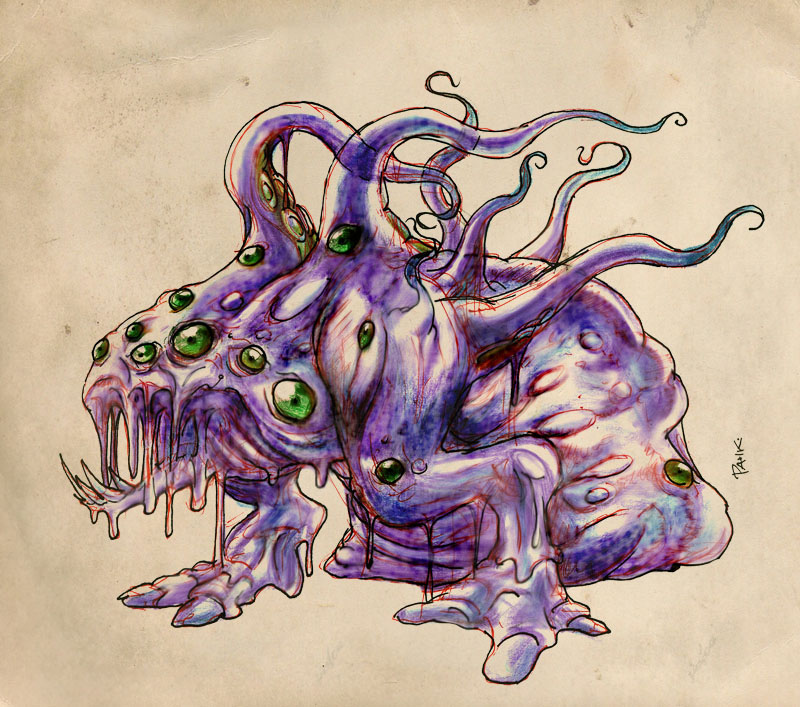
Représentation artistique d'un Shoggoth.

Les Montagnes hallucinées partage de nombreux liens avec d’autres fictions de Lovecraft. On peut citer :
- Les Shoggoths à la forme sans cesse changeante réapparaissent dans Le Cauchemar d’Innsmouth (The Shadow over Innsmouth) (1931), La Chose sur le seuil (The Thing on the Doorstep) (1933) et Celui qui hantait les ténèbres (The Haunter of the Dark) (1935).
- Les Anciens à la tête en forme d’étoile apparaissent également dans La Maison de la sorcière (The Dreams in the Witch House) (1933) lorsque le personnage principal, Walter Gilman, visite une de leurs cités dans l’un de ses rêves, et dans Dans l’abîme du temps (The Shadow Out of Time), nouvelle dans laquelle il est vaguement fait allusion à eux comme adversaires de la Grande Race de Yith.
- L’expédition est sponsorisée par la Fondation Nathaniel Derby Pickman, qui combine deux noms majeurs dans l’univers de Lovecraft : Derby et Pickman. Richard Upton Pickman est le personnage principal de la nouvelle de Lovecraft Le Modèle de Pickman (Pickman’s Model), et Edward Pickman Derby est le protagoniste de La Chose sur le Seuil, et aussi l’un de ses alter ego littéraires[18].
- Les Anciens rapportent l’arrivée de Cthulhu sur Terre et l’engloutissement de R’Lyeh, des événements rapportés dans L'Appel de Cthulhu (The Call of Cthulhu) (1928).
- La cité des Anciens est identifiée avec le Plateau de Leng, mentionné pour la première fois dans Celephais (1920).
- Certains membres de l’expédition ont lu l’exemplaire du Necronomicon que possède l’université Miskatonic.
- Il est plusieurs fois fait référence au professeur Albert N. Wilmarth, et son histoire rapportée dans Celui qui chuchotait dans les ténèbres  (The Whisperer in Darkess) (1930).

## Adaptations

### The Thing
Le film The Thing de John Carpenter est parfois rapproché du roman lovecraftien en raison de son cadre (une base de recherche isolée en Antarctique) et de ses personnages scientifiques, en sus de l'admiration du réalisateur à l'égard de Lovecraft. Comme les Shoggoths, la Chose peut imiter toutes les formes et les organes.

### Guillermo del Toro
Le réalisateur Guillermo del Toro a écrit un script basé sur la nouvelle de Lovecraft, mais le projet d’adaptation en film se heurte à la réticence de la Warner à financer le projet. Selon Del Toro, « le studio est très réticent quant au coût du projet et à l’absence d’histoire d’amour ou de happy end ; mais il est impossible d’avoir l’un ou l’autre dans l’univers de Lovecraft. »
Le 29 juillet 2010, la Warner a émis un communiqué annonçant que Del Toro réaliserait finalement les Montagnes Hallucinées, avec James Cameron à la production, pour une sortie prévue en 2011. Alors que le tournage devait commencer en juin, Universal refuse à la dernière minute d'investir 150 millions de dollars dans un film interdit aux moins de 17 ans.
En 2012, la sortie sur les écrans de Prometheus de Ridley Scott achève le projet d'adaptation de Lovecraft. La ressemblance entre les deux projets ne s’arrête pas à leur univers – les deux histoires sont centrées sur un groupe de scientifiques confrontés à une ancienne civilisation à l'origine de la vie sur Terre. « Mêmes prémices. Scènes qui auraient été quasi identiques. Des mêmes éléments de décor et exactement la même grosse révélation à la fin » constate, dépité, Del Toro.

### Jeu de rôle
L’éditeur de jeux Chaosium publia une campagne pour le jeu de rôle L'Appel de Cthulhu, intitulée Beyond the Mountains of Madness (Par-delà les Montagnes hallucinées), prenant pour cadre les aventures d’une nouvelle expédition partie sur les traces de la première. Ce supplément est l’une des plus grosses campagnes jamais publiées pour ce jeu, et après avoir été en rupture de stock pendant plusieurs années, Chaosium a publié une nouvelle édition en couverture cartonnée en 2006. La traduction française de cette campagne, enrichie de longs passages inédits ajoutés spécialement par l'auteur, a été publiée en septembre 2010 par les éditions Sans Détour.
- Une extension Les Montagnes hallucinées a été réalisée pour le jeu de plateau Les Contrées de l'horreur édité par Fantasy Flight Games (Edge Entertainment pour la version française) et adapte des éléments du livre dans le jeu en ajoutant notamment un plateau antarctique proposant les lieux emblématiques de l'histoire et les choses très anciennes comme grand ancien à repousser.

### Radio, bande dessinée et romans illustrés
- Une adaptation radiophonique des Montagnes hallucinées a été réalisée par l’Atlanta Radio Theatre Company (en) en 1987.
- La « HP Lovecraft Historical Society »[22] produisit une adaptation de l’histoire dans le style radiophonique des années 1930, avec des acteurs professionnels, une bande originale et des effets spéciaux. Le coffret est vendu avec des photos de l’expédition, des articles de journaux et d’autres bonus divers.
- En 2006, le groupe britannique de dark cabaret The Tiger Lillies (avec Danielle de Picciotto et Alexander Hacke), réalise un dvd musical adaptant la nouvelle.
- En 2011, une adaptation BD des Montagnes hallucinées, par Ian Culbard, a été publiée chez Akileos.
- H. P. Lovecraft (trad. Christophe Thill et Thomas Bauduret), Les Montagnes hallucinées : texte intégral [« At the Mountains of Madness »], Mionnay, Éditions Libellus, avril 2009 (ISBN 978-2-916768-03-8, BNF 42648670, présentation en ligne)Narrateur : Philippe Bertin ; support : 1 disque compact audio MP3 ; durée : 4 h 34 min environ ; référence éditeur : Libellus LIB004.
- En avril 2014, le groupe de Black Metal "The Great Old Ones" sort un album concept intitulé "Tekeli-li"[23] reprenant l'histoire du roman.
- En  2014-2015, Gō Tanabe réalise une adaptation en roman graphique de deux tomes.
  - En 2018-2019, l'éditeur Ki-oon publie Les Montagnes hallucinées, adaptation en manga par l'artiste japonais Gō Tanabe[24].
- 2019-2020 - Adaptation des Montagnes hallucinées en fiction sonore par Guillaume Lecamus et Thomas Carpentier en deux parties : Par delà les vents australs et Par delà les montagnes noires.les-montagnes-hallucinees-par-dela-les-vents-australs-partie-1
- 2019-2020 : François Baranger
  - H. P. Lovecraft et François Baranger (illustrateur), Les Montagnes hallucinées, t. 1, Bragelonne, 16 octobre 2019, 64 p. (ISBN 979-1028110383)
  - H. P. Lovecraft et François Baranger (illustrateur), Les Montagnes hallucinées, t. 2, Bragelonne, 21 octobre 2020, 64 p. (ISBN 979-1028114381)
  - H. P. Lovecraft et François Baranger (illustrateur), Les Montagnes hallucinées : L'intégrale, Bragelonne, 18 octobre 2023, 128 p. (ISBN 979-1028116910)

## Divers
- Le livre de John Long, Les Montagnes hallucinées : une odyssée scientifique en Antarctique (Mountains of Madness: A Scientist's Odyssey in Antarctica) (2001) est le rapport d’une véritable expédition scientifique en Antarctique partie à la recherche de fossiles à proximité de l’endroit où se situe l’histoire. Fort heureusement, l’expédition ne connut pas le sort funeste des scientifiques de Lovecraft.
- Vers la fin de l’histoire, l’un des personnages (Danforth) récite par cœur le nom d’une série de stations de métro pour tenter de se calmer. Toutes ces stations existent encore sur la ligne « Red Line » du métro de Boston (bien que certaines d’entre elles aient changé de nom depuis).
- Certains pensent que Lovecraft fait référence à la famille « maudite » des Gedney à travers le personnage éponyme. Cette famille fut impliquée dans le fameux jugement des Sorcières de Salem.
- Les manchots géants qui se trouvent dans les ruines de la cité des Choses Très Anciennes furent inspirés par l’espèce préhistorique Anthropornis nordenskjoeldi.
- L'écrivain de science-fiction Arthur C. Clarke a écrit dès 1940 une parodie humoristique des Montagnes hallucinées, parue en français sous le titre Les Montagnes hallucinogènes.
- En 2014-2015, Jean-Luc Marcastel écrit une suite, en trois tomes, des Montagnes hallucinées intitulée Les enfants d'Erebus. Tout commence lorsqu'un archéologue français ami de Dyer reçoit son journal retraçant les événements de l'expédition antarctique, et un étrange obélisque, dont vont vouloir s'emparer deux camps aux intentions bien opposées.